# عين (محافظة)
كاين أو عين هي منطقة إدارية أعلنت بونت لاند تأسيسها في العقد الأول من القرن الحادي والعشرين. ومع ذلك ، فإن التقسيم الإداري لأرض الصومال يعرّفها على أنها مقاطعة بوهودلي في توغدير ، وخاتومو تسيطر عليها بشكل فعال باستثناء منطقة بوهودلي وبعض الأجزاء الأخرى. يحدها من الغرب توغدير ومن الشرق سول ومن الجنوب إثيوبيا. عاصمتها بوهودلي. باعتبارها منطقة شرق خط الطول 46 ، فإن بوهودلي لديها تقليد كونها خارجية للحكم أو الاتفاقية الاستعمارية الأوروبية.